# Alto (Géorgie)
Pour les articles homonymes, voir Alto et Alto (toponyme).
Alto est une ville américaine située dans les comtés de Banks et de Habersham, en Géorgie. Selon le recensement de 2020, sa population est de 970 habitants.